# Paint 3D
Paint 3D war eine Software zur Bearbeitung von Rastergrafiken und zur 3D-Modellierung. Es ist eine von mehreren 3D-Modellierungs- und 3D-Druckanwendungen, die mit dem Windows 10 Creators Update eingeführt oder verbessert wurden. Dazu gehören auch View 3D, Windows Mixed Reality und 3D Builder.
Paint 3D wurde vom Lift London entwickelt. Es enthielt Funktionen der Microsoft Paint- und 3D-Builder-Anwendungen, um ein leichtes hybrides 2D-3D-Bearbeitungserlebnis zu erzielen, indem der Benutzer eine Vielzahl von Formen aus der Anwendung, seinem Computer und dem Microsoft-OneDrive-Dienst verwenden konnte.

## Geschichte
Im Mai 2016 wurde eine durchgesickerte Universal-Windows-Platform-Version von Microsoft Paint mit einer neuen hybriden Ribbon-Sidebar-Oberfläche und einiger Unterstützung für 3D-Objekte enthüllt. Microsoft hat daraufhin eine Dummy-Anwendung namens Newcastle über den Windows Store eingeführt, um Installationen des durchgesickerten Builds zu ersetzen.
Im Oktober 2016 veröffentlichte ein Benutzer auf Twitter offizielle Tutorial-Videos einer kommenden Version von Microsoft Paint für Windows 10. Das Video zeigt neue Funktionen wie eine vollständig überarbeitete Benutzeroberfläche mit Blick auf die Stifteingabe sowie die Möglichkeit, grundlegende 3D-Modelle zu erstellen und zu ändern.
Die Universal Windows Platform-Version wurde offiziell angekündigt und während eines Surface-Events am 26. Oktober 2016 im Rahmen der Keynote-Präsentation zum Windows 10 Creators Update veröffentlicht. Die Anwendung wurde für Windows 10-Benutzer mit einer Build-Nummer von 14800 oder höher verfügbar gemacht und existiert ab Build 14955 parallel zu der vorherigen Version von Microsoft Paint. Microsoft hat eine Community-Website zum Teilen von Paint-Zeichnungen mit Schwerpunkt auf den neuen 3D-Formaten veröffentlicht. Zusätzlich zum 3D-Format wurde in dieser Version die Möglichkeit eingeführt, transparente Pixel in 2D-Zeichnungen zu speichern, außerdem das Verwenden von Cliparts, das Entfernen des Hintergrunds, das Herunterladen und Importieren von Community-Zeichnungen innerhalb der Anwendung, eine neue flache Seitenleiste mit Symbolen in blau-lila, die Möglichkeit, den Hintergrund zu ändern, und Informationsvideos. In einem der Videos wird eindeutig festgestellt, dass Paint 3D die Weiterentwicklung von Microsoft Paint ist.
Paint 3D wurde in den Windows-Builds 14971 und 14986 kurzzeitig als Ersatz für Microsoft Paint verwendet. Aufgrund von Beschwerden über die neue Benutzeroberfläche und die in Paint 3D fehlenden Funktionen entschied sich das Windows-Team jedoch, die beiden Anwendungen nebeneinander zuzulassen.
Im Laufe der Entwicklung wurden die Unterabschnitte für Aufkleber neu angeordnet, neue Aufkleber hinzugefügt, zusätzliche klassische 2D-Formen hinzugefügt, eine Option zum Deaktivieren des Begrüßungsbildschirms hinzugefügt, die Bildlaufleisten verbessert und die Möglichkeit geändert, die Größe der Leinwand mit einer Maus zu ändern. Aufkleber wurden automatisch fixiert, wenn der Benutzer zu einer anderen Aktivität wechselte, ohne auf die Stempelschaltfläche zu klicken.
Windows-Insider-Chefin Dona Sarkar bestätigte, dass eine Windows 10 Mobile-Version von Paint 3D in die Alpha-Entwicklungsphase eingetreten ist.
Im Windows 10 Fall Creators Update wurde eine aktualisierte Version von Paint 3D im Windows Store veröffentlicht. Benutzer konnten 3D-Modelle direkt von Remix 3D hoch- oder herunterladen.
Ab Windows 11 wird Paint 3D bei neuen Windows-Installationen nicht mehr installiert werden, kann jedoch im Store nachgeladen werden.
Seit dem 4. November 2024 ist Paint 3D nicht mehr im Store zur Installation verfügbar. Ferner wurde damit auch der Programmupdate Support eingestellt.

## Funktionen

Screenshot von Paint 3D mit 2D und 3D Funktionen

Die am stärksten beworbenen Funktionen von Paint 3D hängen mit der Unterstützung von 3D-Objekten zusammen. Paint 3D bot eine Bibliothek von 3D-Objekten wie Personen, Tieren, geometrische Formen, Texten und Figuren. Benutzer konnten Objekte drehen, die Platzierung von 3D-Objekten in allen drei Dimensionen anpassen und 2D-Objekte als Aufkleber auf 3D-Objekte anwenden. Die Leinwand selbst konnte im 3D-Raum gedreht oder ausgeblendet werden, sie konnte jedoch nicht gedreht werden, während der Benutzer sie bearbeitete.
Die Anwendung enthielt viele der 2D-Objekte von Microsoft Paint und neue farbenfrohe „Aufkleber“, die funktional herkömmlichen 2D-Formen ähneln, sowie Texturen, die auf den Hintergrund und 3D-Objekte angewendet werden konnten. 2D-Text war ebenso verfügbar wie 3D-Text.
Animationen konnten in 2D- und 3D-Formaten gespeichert und mithilfe der Windows-Freigabefunktion oder auf OneDrive freigegeben werden. Aufgrund dieser Funktionen hatte Microsoft eine Lizenzvereinbarung aufgenommen, die beim Start der Anwendung angezeigt wurde.
Der Benutzer wurde mit einem Begrüßungsbildschirm mit Tutorials, Informationen zu Paint 3D und Optionen zum Öffnen oder Starten eines Projekts begrüßt. Der Bildschirm konnte deaktiviert und wieder aktiviert werden.

## Rezeption
Paint 3D wurde für die neuen Funktionen gelobt, die mit ihm eingeführt wurden, seine Rolle bei der Weiterentwicklung der 3D-Unterstützung von Windows 10, die neue Benutzeroberfläche, die verbesserte Stiftunterstützung und für den Innovationsgrad, der bei der Entwicklung von Microsoft Paint nicht zu finden war.
Benutzer kritisierten es jedoch im Internet und im Feedback Hub, weil einige der Funktionen von Microsoft Paint fehlten, allgemein verfügbare 3D-Tools nicht vorhanden waren und es mit Maus und Tastatur nicht so ergonomisch intuitiv war, insbesondere in den frühesten Versionen der Anwendung.